# プログラミング自由連盟
プログラミング自由連盟 (League for Programming Freedom; LPF) とは、自由ソフトウェア開発者だけではなく、ソフトウェア特許と著作権の範囲拡大に反対するプロプライエタリソフトウェア開発者とも団結するため、1989年にリチャード・ストールマンにより立ち上げられた組織である。当連盟のロゴは、フロッピーディスクとテープ・スプールを抱える自由の女神像を模している。
特筆すべき取り組みとしては、CompuServeが作成したGIF画像が利用する圧縮アルゴリズム、LZWの特許を、その利用に関しユニシスが莫大なライセンス料を主張したことに対抗し、当連盟が"Burn all GIFs" (全てのGIF画像を燃やそう) 運動を開始したことである。
同団体はProgramming Freedomと呼ばれる回報を1991年から1995年まで11回発行しており、同時期の同団体の活動を記録する一次資料となっている。
連盟組織化に多大なる影響を与えた出来事は、Macintoshのルック・アンド・フィールをWindowsがコピーしたとの名目で著作権侵害でAppleがマイクロソフトを訴えた裁判である。裁判終結後、連盟は休眠状態になったがソフトウェア特許に関する問題が増加したことにより近年復活した。
2009年9月、LPF代表ディーン・アンダーソン (Dean Anderson) は、元会員たちに次のアナウンスを出した。LPFへの復帰、会員資格の復活、そして2010年5月12日に選挙を行なう計画についてであった。